# SN 2007en
SN 2007en – supernowa typu Ia odkryta 5 czerwca 2007 roku w galaktyce A161843+0302. W momencie odkrycia miała maksymalną jasność 19,60m.